# Komisja Samorządu Terytorialnego, Gospodarki Przestrzennej i Komunalnej
Komisja Samorządu Terytorialnego, Gospodarki Przestrzennej i Komunalnej – Stała komisja sejmu X kadencji PRL, działająca do 21 lipca 1990 roku.

## Prezydium komisji
- Walerian Pańko (OKP) – przewodniczący
- Andrzej Bratkowski (PZPR) – zastępca przewodniczącego
- Stanisław Jasiński (PSL) – zastępca przewodniczącego
- Stanisław Suchodolski (SD) – zastępca przewodniczącego[1]